# Stazione di Genova Bolzaneto
Stazione di Genova Bolzaneto vasútállomás Olaszországban, Genova településen.

## Vasútvonalak
Az állomást az alábbi vasútvonalak érintik:
- Torino–Genova-vasútvonal
- Genova Bolzaneto–Genova Sampierdarena railway
- Torino–Genova-vasútvonal

## Kapcsolódó állomások
A vasútállomáshoz az alábbi állomások vannak a legközelebb:
- Stazione di Genova San Biagio
- Stazione di Genova Rivarolo
- Genova Trasta railway station